# Apogonia cinerascens
Apogonia cinerascens är en skalbaggsart som beskrevs av Leon Fairmaire 1893. Apogonia cinerascens ingår i släktet Apogonia och familjen Melolonthidae. Inga underarter finns listade i Catalogue of Life.